# Ludger Udolph
Ludger Udolph (* 25. Juli 1953 in Warburg) ist ein deutscher Slavist. 

## Leben
Seit 1973 studierte er Slavistik und Germanistik an den Universitäten Bonn und Köln. Nach der Promotion 1983 und der Habilitation 1989 war er seit 1992 Universitätsprofessor auf dem neu gegründeten Lehrstuhl für Slavistik / Literaturwissenschaften an der TU Dresden. 1993 war er Prodekan und von 1994 bis 1997 Dekan der dortigen Fakultät Sprach- und Literaturwissenschaften. Er wurde 2019 pensioniert und ist seither Professor emeritus.

## Schriften (Auswahl)
- Stepan Petrovič Ševyrev 1820–1836. Ein Beitrag zur Entstehung der Romantik in Russland. Köln 1986, ISBN 3-412-03585-8.
- Teodor Trajanov. Die Entwicklung seiner Lyrik 1904 bis 1941. Eine philologische Studie. Köln 1993, ISBN 3-412-10492-2.
- mit Christian Prunitsch (Hrsg.):  Teschen. Eine geteilte Stadt im 20. Jahrhundert. Dresden 2009, ISBN 978-3-939888-71-0.
- mit Joachim Bahlcke, Jindřich Halama, Martin Holý, Jiří Just und Martin Rothkegel: Regesten der in den Handschriftenbänden Acta Unitatis Fratrum I–IV überlieferten Texte. Wiesbaden 2018, ISBN 3-447-10982-3.
- mit Walter Schmitz (Hrsg.): Tripolis Praga: Die Prager Moderne um 1900. Ausstellungskatalog (Mitteleuropa-Studien) Thelen Dresden 2001 ISBN 978-3933592-91-0